# Monasterio (Stradivarius)
El Stradivarius Monasterio es un violín de Antonio Stradivari, maestro de Cremona, que fue construido en 1716. 
Había pertenecido al violinista español Juan Gualverto Gutiérrez y fue regalado en 1856 al gran violinista y compositor Jesús de Monasterio, de quien recibe el apelativo por el que es conocido, y quien lo tocó hasta su muerte. En la década de 1960 estaba en manos del violinista y coleccionista italoestadounidense Ruggiero Ricci. La última grabación importante realizada con él fue La Gloria de Cremona de 1964, en la que fue tocado por su dueño. 